# خون از خون
خون از خون (لهستانی: Krew z krwi) یک مجموعۀ تلویزیونیِ جنایی و دلهره‌آور لهستانی است که در سال ۲۰۱۲ منتشر شد.

## گزیدهٔ بازیگران

### فصل اول
- آگاتا کولشا
- زبیگنیف استرئی
- الکساندر داماگارف
- ایزابلا کونا
- ووکاش سیملات
- ماچئی موسیاو
- ماوگوژاتا بوچکوفسکا
- ایوونا بیلسکا
- ماریوش بوناشفسکی
- گابریلا اوبربک
- شیمون بوبروفسکی
- ماوگوژاتا کوزووفسکا
- میخاو چرنتسکی
- آندژی آندژیفسکی
- نوربرت راکوفسکی
- پیوتر نواک
- آرکادیوش دِتمر

### فصل دوم
- بارتوئومیئی توپا
- روما گونشوروفسکا
- پیوتر گوئوواتسکی
- کینگا پرایس
- آدام ورونوویچ
- آنا پروخنیاک
- ماگدالنا پوپوافسکا
- یاتسک پونیه‌جاویک
- گابریلا موسکاوا
- بارتوش گلنر
- پشمیسواف بلوشچ
- ویسواف کوماسا